# Michael Kamen
Michael Arnold Kamen (n. 15 aprilie 1948, New York City, New York, SUA – d. 18 noiembrie 2003, Londra, Anglia, Regatul Unit) a fost un compozitor american (în special de coloane sonore de film), aranjor orchestral, dirijor de orchestră și muzician de studio. Era de origine evreiască.

## Coloane sonore
| An   | Titlu                                                 | Regizor                                    | Studio | Note |
| ---- | ----------------------------------------------------- | ------------------------------------------ | --- | --- |
| 1976 | The Next Man                                          | Richard C. Sarafian                        | Allied Artists Pictures Corporation | N/A |
| 1977 | Stunts                                                | Mark L. Lester                             | New Line Cinema | N/A |
| 1980 | S*H*E                                                 | Robert Michael Lewis                       | A.E.C. Filmproduktions | N/A |
| 1981 | Venom                                                 | Piers Haggard                              | Paramount Pictures | N/A |
| 1982 | Pink Floyd – The Wall                                 | Alan Parker Gerald Scarfe                  | Goldcrest Film International Metro-Goldwyn-Mayer                                                                                        | Colaborare cu Pink Floyd și Bob Ezrin. |
| 1983 | Zonă moartă                                           | David Cronenberg                           | Lorimar Film Entertainment Paramount Pictures (US/Canada) De Laurentiis Entertainment Group (International)                             | Coloană sonoră lansată de Milan Records. Interpretare National Philharmonic Orchestra și înregistrată la EMI Studio, Londra. |
| 1985 | Brazil                                                | Terry Gilliam                              | Embassy Pictures Columbia Pictures | Interpretare National Philharmonic Orchestra. Coloană sonoră lansată de Milan Records. |
| 1985 | Forța vieții                                          | Tobe Hooper                                | Cannon Films TriStar Pictures | Doar muzică suplimentară; Majoritatea coloanei sonore a fost creată de Henry Mancini. Coloană sonoră extinsă lansată de BSX Records. |
| 1985 | Scăpat de sub control (Edge of Darkness)              | Martin Campbell                            | BBC | Miniserial TV. Compusă cu Eric Clapton. A câștigat un premiu BAFTA pentru cea mai bună muzică originală pentru televiziune. |
| 1986 | Nemuritorul                                           | Russell Mulcahy                            | Cannon Films 20th Century Fox (US) Thorn EMI Screen Entertainment (International)                                                       | Interpretare National Philharmonic Orchestra. Cele mai multe dintre melodiile filmului sunt prezentate pe albumul Queen A Kind of Magic. Nu a fost lansată nicio coloană sonoră oficială, iar unele repere sunt incluse în compilația „Highlander: The Scores”.                                   |
| 1986 | Mona Lisa                                             | Neil Jordan                                | HandMade Films Island Pictures | Coloană sonoră lansată de Columbia Music. |
| 1986 | Amazing Stories                                       | Martin Scorsese                            | Amblin Entertainment Universal Television                                                                                               | Serial TV. Episodul "Mirror, Mirror". |
| 1987 | Armă mortală                                          | Richard Donner                             | Silver Pictures Warner Bros. | Compusă cu Eric Clapton și David Sanborn. Coloană sonoră lansată de Warner Bros. Records. |
| 1987 | Rita, Sue si Bob                                      | Alan Clarke                                | Channel 4 | Coloană sonoră lansată de Ariola Records |
| 1987 | Aventurile unei bone (Adventures in Babysitting)      | Chris Columbus                             | Touchstone Pictures Silver Screen Patterns III                                                                                          | N/A |
| 1987 | Suspect de crimă (Suspect)                            | Peter Yates                                | TriStar Pictures | Coloană sonoră lansată de Varèse Sarabande. |
| 1987 | Cineva care să mă apere (Someone to Watch Over Me)    | Ridley Scott                               | Columbia Pictures | N/A |
| 1988 | Greu de ucis                                          | John McTiernan                             | Silver Pictures Gordon Company 20th Century Fox                                                                                         | Interpretare Hollywood Studio Symphony. Coloană sonoră lansată de Varèse Sarabande in 2002. |
| 1988 | The Raggedy Rawney                                    | Bob Hoskins                                | HandMade Films Virgin | Coloană sonoră lansată de Silva Screen. |
| 1988 | Aventurile Baronului Munchausen                       | Terry Gilliam                              | Allied Filmmakers Columbia Pictures | Coloană sonoră lansată de Warner Bros. Records |
| 1988 | Crusoe                                                | Caleb Deschanel                            | Island Pictures | Ediție limitată. Coloană sonoră lansată de Quartet Records in 2013 (1000 copies). |
| 1989 | Renegades                                             | Jack Sholder                               | Morgan Creek Productions Interscope Communications Universal Pictures                                                                   | Coloană sonoră lansată de Intrada Records. |
| 1989 | Licence to Kill                                       | John Glen                                  | Eon Productions Metro-Goldwyn-Mayer United Artists                                                                                      | Interpretare National Philharmonic Orchestra. Coloană sonoră lansată de MCA Records |
| 1989 | Road House                                            | Rowdy Herrington                           | Silver Pictures United Artists | Coloană sonoră lansată de Intrada Records. |
| 1989 | Lethal Weapon 2                                       | Richard Donner                             | Silver Pictures Warner Bros. | Compusă cu Eric Clapton și David Sanborn. Coloană sonoră lansată de Warner Bros. Records. |
| 1990 | Cold Dog Soup                                         | Alan Metter                                | HandMade Films Anchor Bay Entertainment                                                                                                 | N/A |
| 1990 | Die Hard 2                                            | Renny Harlin                               | Silver Pictures Gordon Company 20th Century Fox                                                                                         | Interpretare Los Angeles Motion Picture All-Stars Orchestra. Coloană sonoră lansată de Varèse Sarabande. |
| 1990 | The Krays                                             | Peter Medak                                | Parkfield Entertainment Rank Film Distributors                                                                                          | Coloană sonoră lansată de Parkfield Music. |
| 1991 | Nothing but Trouble                                   | Dan Aykroyd                                | Warner Bros. | N/A |
| 1991 | Hudson Hawk                                           | Michael Lehmann                            | Silver Pictures TriStar Pictures | Coloană sonoră lansată de Varèse Sarabande. |
| 1991 | Robin Hood: Prince of Thieves                         | Kevin Reynolds                             | Morgan Creek Productions Warner Bros.                                                                                                   | Partitura a fost orchestrată de un număr record de 13 persoane. Coloană sonoră lansată de Polydor Records. Nominalizat la Globul de Aur pentru cea mai bună muzică originală Piesa „(Everything I Do) I Do It For You” a fost, de asemenea, nominalizată la Premiul Oscar și la Globurile de Aur. |
| 1991 | Company Business                                      | Nicholas Meyer                             | Metro-Goldwyn-Mayer | Coloană sonoră lansată de Intrada Records. |
| 1991 | Let Him Have It                                       | Peter Medak                                | British Screen Productions | Coloană sonoră lansată de Virgin Records. |
| 1991 | The Last Boy Scout                                    | Tony Scott                                 | Geffen Pictures Silver Pictures Warner Bros.                                                                                            | Coloană sonoră lansată de La-La Land Records. |
| 1992 | Two-Fisted Tales                                      | Richard Donner Tom Holland Robert Zemeckis | Carolco Pictures | Film TV. Segmentul "Showdown". |
| 1992 | Tales from the Crypt                                  | diverși                                    | Home Box Office | Serial TV. 4 episoade. |
| 1992 | Shining Through                                       | David Seltzer                              | 20th Century Fox | Coloană sonoră lansată de RCA. |
| 1992 | Lethal Weapon 3                                       | Richard Donner                             | Silver Pictures Warner Bros. | Compusă cu Eric Clapton și David Sanborn. Coloană sonoră lansată de Warner Bros. Records |
| 1992 | Blue Ice                                              | Russell Mulcahy                            | M&M Productions | N/A |
| 1993 | Splitting Heirs                                       | Robert Young                               | Universal Pictures (US/Canada) United International Pictures (International)                                                            | N/A |
| 1993 | Last Action Hero                                      | John McTiernan                             | Columbia Pictures | Coloană sonoră lansată de Columbia Music. |
| 1993 | Wilder Napalm                                         | Glenn Gordon Caron                         | TriStar Pictures | N/A |
| 1993 | The Three Musketeers                                  | Stephen Herek                              | Walt Disney Pictures Caravan Pictures                                                                                                   | Coloană sonoră lansată de Walt Disney Records. |
| 1994 | Don Juan DeMarco                                      | Jeremy Leven                               | New Line Cinema | Interpretare London Metropolitan Orchestra. Coloană sonoră lansată de A&M Records. Nominalizată la Globul de Aur pentru cea mai bună muzică originală. Piesa „Have You Ever Really Loved a Woman?” a fost, de asemenea, nominalizată la Premiul Oscar și la Globurile de Aur.                     |
| 1995 | Circle of Friends                                     | Pat O'Connor                               | Savoy Pictures Cineplex Odeon Films The Rank Organisation                                                                               | Coloană sonoră lansată de Warner Bros. Records. |
| 1995 | Die Hard with a Vengeance                             | John McTiernan                             | Cinergi Pictures 20th Century Fox (US/Japan) Touchstone Pictures (International)                                                        | Coloană sonoră lansată de RCA Victor. |
| 1995 | The First 100 Years: A Celebration of American Movies | Chuck Workman                              | American Film Institute (AFI) Silver Pictures Home Box Office                                                                           | N/A |
| 1995 | Stonewall                                             | Nigel Finch                                | Strand Releasing | N/A |
| 1995 | Mr. Holland's Opus                                    | Stephen Herek                              | PolyGram Filmed Entertainment Interscope Communications Hollywood Pictures (US/Canada) Metro-Goldwyn-Mayer (International)              | Interpretare Seattle Symphony Orchestra și London Metropolitan Orchestra. Coloană sonoră lansată de Decca Records. |
| 1996 | Jack                                                  | Francis Ford Coppola                       | Hollywood Pictures American Zoetrope | Coloană sonoră lansată de Hollywood Records. |
| 1996 | 101 Dalmatians                                        | Stephen Herek                              | Walt Disney Pictures Great Oaks Productions                                                                                             | Coloană sonoră lansată de Walt Disney Records. |
| 1997 | Inventing the Abbotts                                 | Pat O'Connor                               | Fox 2000 Pictures Imagine Entertainment 20th Century Fox                                                                                | N/A |
| 1997 | The Heart Surgeon                                     | Audrey Cooke                               | BBC | Film TV. |
| 1997 | Remember Me?                                          | Nick Hurran                                | Talisman Productions Channel Four Films                                                                                                 | N/A |
| 1997 | Event Horizon                                         | Paul W. S. Anderson                        | Golar Productions Impact Pictures Paramount Pictures                                                                                    | Colaborare cu Orbital. Interpretare London Metropolitan Orchestra. Coloană sonoră lansată de London Records. |
| 1997 | The Winter Guest                                      | Alan Rickman                               | Capitol Films Fine Line Features | Coloană sonoră lansată de Varèse Sarabande. |
| 1998 | The Avengers                                          | Jeremiah S. Chechik                        | Warner Bros. | Respinsă din cauza reeditării de ultim moment. Înlocuită de Joel McNeely. |
| 1998 | From the Earth to the Moon                            | diverși                                    | Home Box Office | Serial TV 3 episoade. Nominalizată la un premiu Emmy. |
| 1998 | Lethal Weapon 4                                       | Richard Donner                             | Silver Pictures Warner Bros. | Compusă cu Eric Clapton și David Sanborn. Coloană sonoră lansată de La-Land Records |
| 1998 | What Dreams May Come                                  | Vincent Ward                               | Interscope Communications PolyGram Filmed Entertainment (through Universal Pictures)                                                    | Interpretare London Metropolitan Orchestra. Coloană sonoră lansată de Decca Records. |
| 1999 | The Iron Giant                                        | Brad Bird                                  | Warner Bros. Feature Animation Warner Bros.                                                                                             | Prima sa partitură pentru un film de animație. Interpretare Czech Philharmonic Orchestra. Coloană sonoră lansată de Varèse Sarabande. |
| 2000 | Frequency                                             | Gregory Hoblit                             | New Line Cinema | N/A |
| 2000 | X-Men                                                 | Bryan Singer                               | Marvel Entertainment Group 20th Century Fox                                                                                             | Coloană sonoră lansată de Decca Records. |
| 2001 | Camarazi de război                                    | diverși                                    | Home Box Office | Miniserial TV. Coloană sonoră lansată de Sony Classical |
| 2003 | Luptă în câmp deschis (Open Range)                    | Kevin Costner                              | Beacon Pictures Touchstone Pictures | Interpretare Czech Philharmonic Orchestra. Coloană sonoră lansată de Hollywood Records. |
| 2004 | În corzi (Against the Ropes)                          | Charles S. Dutton                          | Paramount Pictures | Lansare postumă |
| 2004 | Back to Gaya                                          | Leonard Fritz Krawinkel Holger Tappe       | Ambient Entertainment Warner Bros. (Germania) Entertainment Film Distributors (Marea Britanie) First Look International (Statele Unite) | Lansare postumă |
| 2004 | First Daughter                                        | Forest Whitaker                            | Regency Enterprises New Regency Davis Entertainment 20th Century Fox                                                                    | Lansare postumă, Blake Neely a scris restul. |

## Lucrări de concert
- Concerto for Saxophone (1990)
- 24 Nights (1991)
- Live in Hyde Park (1997)
- Guitar Concerto (cu Tomoyasu Hotei) (1998)
- S&M (1999) cu Metallica
- The New Moon in the Old Moon's Arms (2001)
- Quintet (Canadian Brass) (2002)